# Serbia na Zimowych Igrzyskach Paraolimpijskich 2018
Serbia na Zimowych Igrzyskach Paraolimpijskich 2018 – występ kadry sportowców reprezentujących Serbii na igrzyskach paraolimpijskich w Pjongczangu w 2018 roku.
W kadrze wystąpił tylko jeden zawodnik, który wystąpił w sprincie osób siedzących w biegach narciarskich. Wywalczył tam 34. miejsce, osiągając najlepszy wynik na zimowych igrzyskach paraolimpijskich. Tym samym został chorążym reprezentacji podczas ceremonii otwarcia.

## Reprezentanci
| Zawodnik    | Dyscyplina        | Konkurencja | Podgrupa | Czas        | Strata   | Miejsce | Źródło |
| ----------- | ----------------- | ----------- | -------- | ----------- | -------- | ------- | ------ |
| Miloš Zarić | Biegi narciarskie | Sprint      | LW10,5   | 5:26,26 (Q) | +2:25,70 | 34.     | [ 3 ]  |